# Biagio Coppa
Biagio Coppa (* 16. März 1965) ist ein italienischer Jazzmusiker (Saxophon, Komposition).

## Leben und Wirken
Biagio Coppa beschäftigte sich seit 1996 mit Jazz und improvisierter Musik auf der Basis afroamerikanischer Spielformen, u. a. mit der M-Base-Musik, insbesondere der von Steve Coleman, sowie mit Ornette Colemans Harmolodic-Konzept. Seit 1997 ist er künstlerischer Leiter der Flight Band, einer gemeinnützigen musikpädagogischen Organisation. Mit der Flight Band entstand gemeinsam mit Claudio Fasoli das Album Driving Out: Birth of the Cool. 2005 nahm er sein Debütalbum Anastomosi auf, an dem Ralph Alessi, Matt Mitchell, Drew Gress und Shane Endsley mitwirkten. Mit Nate Wooley, Cory Smythe, Trevor Dunn und Tyshawn Sorey entstand 2009 sein Album Antagonisti Androgeni.

## Diskographische Hinweise
- Ralph Alessi / Biagio Coppa / Matt Mitchell / Drew Gress / Shane Endesley: Anastomosi (Abeat Records, 2006)
- Flight Band/Biagio Coppa: Mingus Uni & Versus (Philology, 2010) Bigband
- C.O.D. Trio: Odd Original Songs (Silta, 2010, mit Gabriele Orsi, Francesco Di Lenge)
- Monk's Mind (Music Center, 2011) mit Gabriele Orsi, John Patitucci, Francesco Di Lenge
- 23:54 Get Moving (NFR, 2014) mit Aruán Ortiz und Rob Garcia